# James Shields (Politiker, 1762)
James Shields (* 13. April 1762 in Banbridge, Irland; † 13. August 1831 in Ross, Butler County, Ohio) war ein irisch-amerikanischer Politiker der Demokratischen Partei. Von 1829 bis 1831 war er Mitglied des Repräsentantenhauses der Vereinigten Staaten für den 2. Kongressdistrikt des Bundesstaates Ohio.

## Biografie
James Shields wurde in Banbridge geboren, das heute zu Nordirland gehört. Nach einer allgemeinbildenden Schulbildung studierte er ab 1782 an der University of Glasgow in Schottland Medizin. 1786 schloss er das Studium ab. 1791 wanderte er in die USA aus. Dort ließ er sich im Frederick County in Virginia nieder, wo er als Lehrer tätig war. 1801 zog er nach Butler County in Ohio, ging aber kurzzeitig wieder zurück nach Virginia. 1804 wurde er Staatsbürger der USA. 1806 wurde er für Butler County in das Repräsentantenhaus von Ohio gewählt. Er wurde zwölfmal wiedergewählt und saß bis 1827 insgesamt 21 Jahre im Repräsentantenhaus des Staates.
Bei der Präsidentschaftswahl 1828 war Shields einer der 16 Wahlmänner Ohios für die neu formierte Demokratische Partei und wählte, vermutlich am 3. Dezember 1828, Präsident Andrew Jackson und Vizepräsident John C. Calhoun mit. Bei den Kongresswahlen 1828 schlug Shields als Kandidat der Demokraten im 2. Kongressdistrikt von Ohio den Abgeordneten John Woods, der den Distrikt seit 1825 als Anti-Jacksonian im Kongress vertreten hatte. Shields saß für eine Legislaturperiode von 1829 bis 1831 im US-Repräsentantenhaus, sein Nachfolger war der Whig-Politiker Thomas Corwin.
Shields starb einige Monate später bei einem Verkehrsunfall und wurde von einer umkippenden Kutsche erschlagen. Er wurde auf dem Venice Cemetery in Ross beigesetzt. Shields war verheiratet mit Jane Shields, geborene Wright. Die beiden hatten zwölf Kinder, fünf Töchter und sieben Söhne. James Shields, der in den 1820er Jahren ebenfalls aus Irland in die USA emigrierte und später Senator der USA war, wird in vielen Quellen als sein Neffe bezeichnet.